# 岡本徹正
岡本 徹正（おかもと てつまさ、1944年（昭和19年）- ）は、岡山県備前市出身の陶芸家。

## 略歴
- 1944年　備前市伊部で生まれる
- 1980年　独学で陶芸の道に入る
- 1981年　伝統工芸東中国支部展にて入選（連続4回）
- 1982年　山東窯を築く
- 1990年　日展にて初入選
- 1993年　岡山県加茂川町（現　吉備中央町）の依頼により、加茂川焼を開発
- 1995年　岡山県旭町（現　美咲町）の依頼により、桜湖焼を開発
- 1998年　日本現代工芸美術展にて、現代工芸会長賞を受賞
- 1999年　日展会友となる
- 1999年　神水焼を開発
- 1999年　兵庫・湊川神社に、大鉢を奉納
- 2000年　奈良・春日大社に、神水備前水壷を奉納
- 2000年　兵庫・赤穗大石神社に、大鉢を奉納
- 2003年　現代工芸中国会主催展にて、岡山県知事賞を受賞
- 2004年　岡山県津山市の依頼により、弥生焼を開発
- 2005年　日本現代工芸美術展審査員に選出される
- 2007年　和歌山・丹生都比売神社に、花入一対を奉納
- 2008年　奈良・手向山八幡宮に、花入一対を奉納
- 2008年　日本現代工芸美術展審査員
- 2014年　日展入選（連続24回）
- 2015年　第16回 岡山芸術文化賞 奨励賞受賞
- 2015年　奈良・橿原神宮に、神水備前大鉢を奉納
- 2016年  日本現代工芸美術展審査員
- 2017年　現代工芸美術家協会　評議員